# RoboCop: The Series
RoboCop: The Series (no Brasil: RoboCop, a Série) é uma série de televisão canadense de ficção científica, baseada no filme homônimo de 1987. Criada a partir dos personagens de Edward Neumeier e Michael Miner, a série foi desenvolvida para a televisão com um tom consideravelmente mais ameno que o dos filmes, eliminando a violência gráfica e o cinismo sombrio em favor de uma abordagem mais adequada para toda a família, embora mantendo a sátira social e corporativa que marcou a franquia.
Produzida pela empresa canadense Skyvision Entertainment, a série ignora os eventos dos filmes RoboCop 2 e RoboCop 3, servindo como uma continuação direta do primeiro filme. Estrelada por Richard Eden no papel de Alex Murphy/RoboCop, a série foi filmada em Toronto e Mississauga, Ontário, e durou uma única temporada, com um total de 23 episódios (incluindo um piloto de duas horas), transmitidos entre março e novembro de 1994.
Apesar de seu cancelamento prematuro devido aos altos custos de produção e baixa audiência, a série desenvolveu um status de cult ao longo dos anos, sendo lembrada por sua tentativa de expandir o universo de RoboCop para um novo público.

## Concepção e Desenvolvimento
Após o lançamento de RoboCop 3 (1993), que foi um fracasso de crítica e bilheteria, e com a Orion Pictures enfrentando um processo de falência, os direitos para uma adaptação televisiva foram licenciados para a produtora canadense Skyvision Entertainment. A intenção era criar um produto que pudesse ser vendido para redes de televisão e para o mercado de sindicalização nos Estados Unidos, exigindo uma abordagem menos violenta.
Os roteiristas do filme original, Edward Neumeier e Michael Miner, foram envolvidos na fase inicial do projeto. O roteiro do episódio piloto, "The Future of Law Enforcement", foi adaptado de um rascunho descartado de Neumeier e Miner para a sequência do filme, que era mais focado em intrigas corporativas e na criação de uma inteligência artificial para gerenciar a cidade. Esta abordagem foi considerada mais adequada para a televisão do que a trama violenta que acabou se tornando RoboCop 2. A série foi oficialmente concebida para ser acessível a um público mais jovem, focando mais na história pessoal de Alex Murphy e em críticas sociais satíricas, em vez da violência explícita que era a marca registrada do filme de Paul Verhoeven.

## Produção

### Tom e Abordagem
A principal diretriz da produção foi suavizar o conteúdo. O RoboCop desta versão foi programado com um arsenal não letal, como tranquilizantes e um taser, para evitar mortes em tela. As tramas frequentemente adotavam um formato de "vilão da semana", onde RoboCop enfrentava criminosos excêntricos e cientistas loucos, enquanto a corrupção na OCP (Omni Consumer Products) permanecia como um pano de fundo constante. A série manteve a sátira da mídia através dos noticiários fictícios "MediaBreak", que interrompiam a ação com comerciais absurdos e notícias enviesadas, preservando parte do tom crítico do original.

### Elenco
Com Peter Weller não retornando ao papel, o ator americano Richard Eden foi escalado como Alex Murphy/RoboCop. Eden estudou os movimentos de Weller no filme original para replicar o gestual do personagem, mas também trouxe uma interpretação que explorava mais a humanidade e o conflito interno de Murphy. Para auxiliá-lo na complexa movimentação exigida pelo traje, dois treinadores de movimento foram contratados para trabalhar com ele no set. O elenco de apoio incluiu Blu Mankuma como o Sargento Stanley Parks, um personagem paternal e mais amigável que o Sargento Reed dos filmes, e Yvette Nipar como Lisa Madigan, a nova parceira de RoboCop na polícia de Metro-West.

### Locações e Design
A série foi inteiramente filmada no Canadá, principalmente nas cidades de Toronto e Mississauga. A arquitetura moderna e os distritos financeiros dessas cidades serviram como cenário para a futurista Delta City. A produção utilizou locações como o Toronto-Dominion Centre e a Mississauga City Hall para representar a sede da OCP e outros edifícios corporativos.

### Efeitos e Traje
O traje do RoboCop usado na série foi creditado ao designer original, Rob Bottin. Era uma versão ligeiramente modificada do traje do filme, adaptada para permitir mais mobilidade ao ator durante as longas horas de filmagem para a televisão. Embora informações detalhadas sobre os efeitos especiais da série sejam escassas, sabe-se que a produção utilizou uma combinação de efeitos práticos e visuais para criar as cenas de ação e os elementos de ficção científica. Análises aprofundadas sobre o traje, o carro e os bastidores estão disponíveis nas featurettes do lançamento oficial em Blu-ray de 2022.

### Questões de Direitos Autorais
Devido a aparentes complicações com os direitos dos personagens após as produções conturbadas de RoboCop 2 e RoboCop 3, a série de TV não pôde utilizar certos nomes e personagens. A mudança mais notável foi a da esposa de Murphy, Ellen, que na série é chamada de Nancy. A personagem Anne Lewis, parceira de Murphy no primeiro filme, está completamente ausente, sendo substituída por Lisa Madigan.

## Enredo
A série se passa cinco anos após os eventos do primeiro filme e ignora as sequências. Alex Murphy (RoboCop) continua a lutar contra o crime em Delta City, uma versão um pouco menos distópica da cidade vista no cinema. Embora seja uma máquina de combate ao crime eficiente, ele é assombrado por fragmentos de memória de sua vida passada e de sua família. Um tema recorrente é sua conexão secreta com seu filho, Jimmy, que agora vive com os pais de Murphy e acredita que seu pai está morto.
O episódio piloto, "O Futuro da Lei & Ordem" (The Future of Law Enforcement), introduz um dos principais antagonistas da temporada, Cray "Pudface" Morgan, e a trama central da OCP: o desenvolvimento do "NeuroCérebro", uma inteligência artificial projetada para automatizar completamente a cidade. Diana Powers, uma secretária da OCP que é morta por sabotadores, tem sua mente digitalizada e se torna uma aliada holográfica de RoboCop, vivendo dentro dos computadores da OCP e fornecendo-lhe informações cruciais.
Ao longo da série, RoboCop e sua parceira, Lisa Madigan, enfrentam uma variedade de ameaças, desde criminosos comuns a vilões com superpoderes resultantes de acidentes tecnológicos, enquanto o ingênuo e bem-intencionado Presidente da OCP tenta manter a empresa com uma imagem pública positiva, muitas vezes sem perceber as conspirações que ocorrem sob sua liderança.

## Personagens Principais
- Alex Murphy / RoboCop (Richard Eden): O protagonista da série. Programado para não usar força letal, ele luta para equilibrar sua programação com as memórias e emoções de sua vida humana.
- Sargento Stanley Parks (Blu Mankuma): O chefe do precinto de Metro-West. Ao contrário do Sargento Reed dos filmes, Parks é uma figura paternal, que conhece a identidade de RoboCop e o apoia emocionalmente.
- Lisa Madigan (Yvette Nipar): A nova parceira de RoboCop, uma policial corajosa e determinada que desenvolve uma forte amizade com ele.
- Diana Powers / NeuroCérebro (Andrea Roth): Uma ex-secretária da OCP que, após ser assassinada, tem sua mente transformada em uma I.A. Ela se torna uma aliada de RoboCop, agindo como sua "espiã" dentro do sistema da OCP.
- O Chefe (David Gardner): O presidente da OCP. Retratado de forma mais cômica e ingênua que "O Velho" dos filmes, ele genuinamente acredita que a OCP está melhorando o mundo, alheio às maquinações de seus subordinados.
- Gadget (Sarah Campbell): Uma garota órfã e gênio da tecnologia que se torna a "mascote" do precinto de Metro-West e frequentemente ajuda a equipe com suas invenções.

## Análise Temática
Apesar do tom mais leve, RoboCop: The Series continuou a explorar os temas centrais da franquia:
- Sátira Corporativa: A OCP ainda é retratada como uma corporação gananciosa e amoral, cujos produtos e projetos (como o NeuroCérebro) causam mais problemas do que soluções. A série satiriza a cultura corporativa, o jargão de marketing e a busca pelo lucro acima da ética.
- Crítica da Mídia: Os segmentos "MediaBreak" são uma continuação direta da sátira midiática do filme, apresentando notícias sensacionalistas e comerciais bizarros que comentam sobre consumismo, medo e manipulação da opinião pública.
- Humanidade vs. Tecnologia: O arco principal de RoboCop ainda gira em torno de sua luta para preservar sua identidade humana. A série explora isso através de suas interações com seu pai, filho e a psicóloga da polícia, mostrando seu lado mais vulnerável.

## Continuidade da Franquia
A série ocupa um lugar único na cronologia de RoboCop. Ao ignorar explicitamente RoboCop 2 e RoboCop 3, ela cria uma linha do tempo alternativa que serve como uma sequência direta do filme original de 1987. Esta decisão permitiu aos roteiristas uma maior liberdade criativa, reintroduzindo o conflito de Murphy com sua identidade e família, temas que foram largamente abandonados nas sequências cinematográficas.

## Recepção e Cancelamento
RoboCop: The Series recebeu críticas mistas a negativas em sua estreia. Críticos como a Entertainment Weekly apontaram a falta da violência e do humor ácido que consagraram o filme, considerando a adaptação "domesticada" e sem o mesmo impacto. A Variety criticou o roteiro do piloto, mas elogiou o tom satírico e a performance de Richard Eden.
A audiência foi baixa, e os custos de produção eram extremamente altos para uma série sindicalizada da época, estimados entre US$ 1.2 e 1.5 milhão por episódio. A combinação de críticas mornas, baixa audiência e um orçamento insustentável levou ao seu cancelamento após apenas uma temporada.

## Legado e Lançamentos em Home Video
Com o tempo, a série ganhou um pequeno, mas dedicado, grupo de fãs, que apreciam sua tentativa de aprofundar a mitologia de RoboCop e seu tom distinto. Ela foi lançada em VHS nos anos 90. Em 2010, foi lançada uma controversa coleção de DVDs que apresentava os episódios cortados para o formato widescreen, resultando na perda de parte da imagem original.
Em 2022, a Liberation Hall lançou "RoboCop: The Complete Series" em DVD e, pela primeira vez, em Blu-ray. Este lançamento foi celebrado pelos fãs por apresentar todos os 22 episódios mais o piloto no formato original 4:3 (tela cheia) e por incluir uma série de featurettes de arquivo, como "Behind the Scenes", "The Car" e "The Suit", oferecendo um vislumbre raro da produção da série.

## Guia de Episódios
| #     | Título Original               | Diretor          | Roteirista                       | Sinopse |
| ----- | ----------------------------- | ---------------- | -------------------------------- | --- |
| 1 & 2 | The Future of Law Enforcement | Paul Shapiro     | Michael Miner & Edward Neumeier  | O episódio piloto introduz RoboCop enfrentando o criminoso Pudface Morgan e uma conspiração na OCP para usar a mente de uma funcionária falecida, Diana Powers, para criar o NeuroCérebro, uma I.A. para controlar a cidade. |
| 3     | Prime Suspect                 | Alan J. Levi     | William Gray                     | RoboCop é acusado de assassinar um apresentador de TV que o criticava. Ele deve limpar seu nome enquanto está foragido da própria polícia.                                                                                   |
| 4     | Trouble in Delta City         | Mario Azzopardi  | Robert Hopkins                   | RoboCop precisa proteger um grupo de cidadãos idosos que está sendo expulso de suas casas por um executivo ganancioso da OCP que deseja construir um novo complexo.                                                          |
| 5     | Officer Missing               | Paul Shapiro     | John Sheppard                    | RoboCop sofre de amnésia após ser atacado por um novo tipo de arma e é acolhido por uma família de sem-tetos, enquanto Madigan o procura.                                                                                    |
| 6     | What Money Can't Buy          | Michael Vejar    | Aubrey Solomon & Steve Greenberg | Um bilionário doente contrata um grupo de mercenários para sequestrar um médico e forçá-lo a realizar um transplante de órgão ilegal.                                                                                        |
| 7     | Ghosts of War                 | Alan J. Levi     | John Sheppard                    | Um veterano de guerra desequilibrado, ex-colega do sargento Parks, ameaça usar um tanque de guerra roubado para destruir a cidade.                                                                                           |
| 8     | Zone Five                     | Mario Azzopardi  | Blazes Boylan & Tim Burns        | RoboCop e Madigan investigam uma zona autônoma de vigilantes, liderada por um homem carismático, que pode não ser tão utópica quanto parece.                                                                                 |
| 9     | Provision 22                  | Alan J. Levi     | Robert Hopkins                   | Uma nova lei que permite greves da polícia leva a uma crise em Delta City, forçando RoboCop a manter a ordem sozinho. |
| 10    | Faces of Eve                  | Paul Lynch       | John Sheppard                    | Uma mulher com múltiplas personalidades, resultado de um experimento da OCP, comete crimes baseados em cada uma de suas identidades.                                                                                         |
| 11    | When Justice Fails            | Michael Vejar    | Simon Muntner                    | O pai de Alex Murphy, um policial aposentado, é sequestrado, forçando RoboCop a confrontar seu passado de uma forma muito pessoal.                                                                                           |
| 12    | The Human Factor              | Mario Azzopardi  | John Considine                   | Um ex-cientista da OCP, que ajudou a criar RoboCop, retorna para tentar "libertar" Alex Murphy de sua programação, com resultados perigosos.                                                                                 |
| 13    | Inside Crime                  | Michael Vejar    | William Gray                     | Um programa de TV sensacionalista sobre crimes reais coloca RoboCop em perigo ao expor suas táticas e vulnerabilidades. |
| 14    | RoboCop vs. Commander Cash    | Allan Eastman    | Pamela Hickey & Dennys McCoy     | O herói de um programa infantil e magnata dos brinquedos, Commander Cash, é na verdade o cérebro por trás de uma onda de crimes.                                                                                             |
| 15    | Illusions                     | Paul Lynch       | Robert Hopkins                   | Um mágico usa tecnologia de holograma para cometer roubos espetaculares, desafiando a lógica e a tecnologia de RoboCop. |
| 16    | The Tin Man                   | Allan Eastman    | Pamela Hickey & Dennys McCoy     | Um ex-policial, dado como morto, retorna como um vigilante ciborgue para se vingar daqueles que o traíram. |
| 17    | Sisters in Crime              | Mario Azzopardi  | Pamela Hickey & Dennys McCoy     | Um trio de irmãs criminosas seduz e manipula o Chefe da OCP para obter acesso aos segredos da empresa. |
| 18    | Heartbreakers                 | Michael Vejar    | Alison Lea Bingeman              | Madigan se apaixona por um homem que acaba sendo o principal suspeito em uma série de roubos de alta tecnologia. |
| 19    | Mother's Day                  | Alan J. Levi     | John Sheppard                    | A mãe do Sargento Parks é feita refém em um asilo por um grupo de criminosos que buscam um item valioso escondido no local.                                                                                                  |
| 20    | Nano                          | William Gereghty | Mary Crawford & Alan Templeton   | Nanobôs projetados para limpeza de resíduos tóxicos escapam e ameaçam consumir toda a cidade. |
| 21    | Corporate Raiders             | Mario Azzopardi  | Pamela Hickey & Dennys McCoy     | Um grupo de hackers idealistas tenta expor os crimes da OCP, mas seus métodos colocam a cidade em perigo. |
| 22    | Midnight Minus One            | Alan J. Levi     | Mary Crawford & Alan Templeton   | RoboCop tem poucas horas para encontrar provas que possam salvar um homem inocente do corredor da morte. |
| 23    | Public Enemies                | Michael Vejar    | William Gray                     | Um evento de caridade da OCP é invadido por um grupo de terroristas, forçando RoboCop e o Chefe a trabalharem juntos para sobreviver.                                                                                        |

## Prêmios e Indicações
Apesar de sua curta duração, a série foi reconhecida pela indústria televisiva canadense.
- Gemini Awards (1995)[9]
  - Indicações:**
  - Melhor Direção em Série Dramática: Mario Azzopardi (pelo episódio "The Human Factor")
  - Melhor Direção em Programa Dramático ou Minissérie: Paul Lynch (pelo episódio "The Future of Law Enforcement")
  - Melhor Roteiro em Série Dramática: William Gray (pelo episódio "Inside Crime")